# Coccoloba pubescens
Coccoloba pubescens är en slideväxtart som beskrevs av Carl von Linné. Coccoloba pubescens ingår i släktet Coccoloba och familjen slideväxter. Inga underarter finns listade i Catalogue of Life.